# Le Gua (Isère)
 Le Gua  es una población y comuna francesa, en la región de Ródano-Alpes, departamento de Isère, en el distrito de Grenoble y cantón de Vif.

## Demografía
| 1234 | 1120 | 1135 | 1315 | 1505 | 1713 |
| Para los censos de 1962 a 1999 la población legal corresponde a la población sin duplicidades (Fuente: INSEE [Consultar]) |      |      |      |      |      |